# プロビタミン
プロビタミン (provitamin) は、体内でビタミンに変化する物質である。プレビタミン (previtamin) とも言う。例えば、プロビタミンB5は、体内でパントテン酸（ビタミンB5）に変化するパンテノールのことである。
「プロビタミン」という言葉は、ビタミン活性が皆無かほとんどないが、通常の代謝によって体内で活性を持つようになるものに対して用いられる。
例えば、「プロビタミンA」は、そのままではレチノールの6分の1の活性しか持たないが、体内でレチノールに変わるβカロチンに対して用いられる。別の見方では、βカロチンもレチノールも単にビタミンAの別の形であると言うこともできる。

## その他の例
- プロビタミンD2：エルゴステロール[1]
- プロビタミンD3：7-デヒドロコレステロール[1]
- プロビタミンK2：メナジオン